# Кондрашовський могильник
Кондрашовський могильник — група з кількох курганів, що розташовувалася на
лівому березі річки Ведуга поблизу села Кондрашовка (Кіндрашівка) Семилуцького району Воронізької області.
Окремі кургани досліджені М. П. Юргенсон у 1912—1913 роках. Достовірно до харківсько-воронізької катакомбної культури відноситься одне поховання.